# Ward Bond
Ward Bond (* 8. April 1903 in Benkelman, Nebraska als Wardell E. Bond; † 5. November 1960 in Dallas, Texas) war ein  US-amerikanischer Filmschauspieler. Er übernahm regelmäßig Nebenrollen in Filmen von John Ford oder an der Seite von John Wayne. Häufig war er als raubeiniger Westerner, Soldat oder Polizist zu sehen. Als das American Film Institute 1997 und nochmals 2007 die Liste der 100 besten amerikanischen Filme aufstellte, wurden dort sieben Filme mit Beteiligung von Ward Bond gelistet – mehr als von jedem anderen Darsteller.

## Leben
Bond war der Sohn eines Holzarbeiters und wuchs in Denver, Colorado auf, was fälschlicherweise oft als sein Geburtsort ausgegeben wird. An der Universität von Südkalifornien in Los Angeles begann er ein Ingenieurstudium und war dann als professioneller Footballspieler aktiv, gemeinsam mit John Wayne. Beide wurden von Regisseur John Ford für den Film entdeckt und in dem 1929 erschienenen Film Salute erstmals gemeinsam besetzt. 1930 erschienen beide in dem von Raoul Walsh inszenierten Film Der große Treck erstmals gemeinsam in einem Western. Lange spielte er vor allem in kleinen Rollen, ehe er sich etwa Ende der 1930er als Nebendarsteller durchsetzen konnte.
Der stattlich und bullig wirkende Bond galt wegen seines Aussehens, aber auch wegen seines Charismas nicht unbedingt als attraktiv. So war er meist auf die Verkörperung von Nebenrollen festgelegt. Er spielte oft raubeinige Westerner, Soldaten, Polizeidetektive, Boxer; dabei agierten seine Figuren vielfach als Sidekick des Helden – also als dessen bester Freund und Stichwortgeber. 
In späteren Jahren mimte er häufiger alte Männer, die als Relikte einer vergangenen Zeit erscheinen sollten. Weithin populär wurde er in seinem Heimatland durch die Hauptrolle in der dort überaus beliebten Fernsehserie Wagon Train, die ab 1957 im amerikanischen Fernsehen lief. So erhielt Ward Bond einen Stern auf dem Hollywood Walk of Fame (6933 Hollywood Boulevard) vor allem für sein Fernsehschaffen. Bond ist der Hollywood-Schauspieler, der am häufigsten in Filmen beteiligt war, die vom American Film Institute zu den 100 besten amerikanischen Filmen gezählt werden. Er agierte dort vorwiegend in Nebenrollen. So war er unter anderem in John Hustons Film-noir-Klassiker Die Spur des Falken (1941) als Polizeidetektiv Tom Polhaus zu sehen. In Ist das Leben nicht schön? (1946) verkörperte er an der Seite von James Stewart den hilfsbereiten Polizisten Bert. Selbst in Vom Winde verweht (1939) hatte Ward Bond einen kleineren Auftritt als Yankee-Hauptmann, der Untersuchungen zu einem Racheakt anstellt. Eine seiner letzten Rollen übernahm Bond 1959 in Howard Hawks Westernklassiker Rio Bravo (1959).
Zu den bemerkenswertesten Filmauftritten Bonds gehört seine Rolle in dem Western-Klassiker Der Schwarze Falke von John Ford, der Bond in vielen seiner Filme besetzte. Dort verkörperte er den Pastor Samuel Johnson-Clayton, der zugleich als Hauptmann der Bürgerwehr fungiert und die Tötung von Menschen mit einem „Halleluja“ begrüßt. Bond verfügte über ein recht opulentes Gesäß. Dies wurde für Regisseur John Ford, der seine Schauspieler gerne neckte, Anlass zu einem Running Gag. In nahezu jedem von Ford inszenierten Film mit Beteiligung Bonds findet sich wenigstens eine Szene, in der durch Kameraeinstellung oder Filmhandlung darauf angespielt wird. Es ist unter diesem Aspekt gesehen kein Zufall, dass Bond in „The Searchers“ ausgerechnet an jenem Körperteil verwundet wird (und von Fords ungeliebtem Schwiegersohn Ken Curtis dort behandelt wird). Der Geneckte war von diesem Gag zwar nicht begeistert, der Freundschaft zwischen Schauspieler und Regisseur tat dies aber keinen Abbruch. Ward Bond gehörte zum engeren Kreis der John-Ford-Stock-Company (John-Ford-AG; der Herde von John Ford), einem Freundeskreis, der sich regelmäßig auf Fords Ranch traf, neben John Wayne, Hank Worden, Jack Pennick, Harry Carey junior und einigen anderen.
In den 1950er-Jahren war Bond ein führendes Mitglied des Verbandes „Motion Picture Alliance for the Preservation of American Ideals“ (Allianz zum Schutz amerikanischer Ideale in der Filmindustrie), die während der McCarthy-Ära den angeblich in Hollywood vorherrschenden Kommunismus bekämpfen wollte. Dazu wurden angebliche oder tatsächliche „Kommunisten“ im Filmgewerbe vor den Ausschuss vorgeladen, mit der Drohung, deren Filmkarrieren zu beschädigen oder zu beenden. Von den Umtrieben dieser Gesellschaft, in der auch Bonds Busenfreund John Wayne führend mitwirkte, waren zahlreiche prominente Kollegen wie Charlie Chaplin oder die Hollywood Ten betroffen.
Die Karriere von Ward Bond fand durch seinen plötzlichen Tod 1960 ein jähes Ende. Er starb im Alter von 57 Jahren an einem Herzinfarkt. Er hinterließ seine zweite Ehefrau Mary Louise May, die er 1954 geheiratet hatte.

## Filmografie (Auswahl)
- 1928: Das Drama der Sintflut (Noah’s Ark)
- 1929: Salute
- 1930: Der große Treck (The Big Trail)
- 1930: The Doorway to Hell
- 1931: Arrowsmith
- 1932: Ring frei für die Liebe (Flesh)
- 1932: Unbescholten (Virtue)
- 1932: Air Mail
- 1933: Kinder auf den Straßen (Wild Boys of the Road)
- 1933: Lady für einen Tag (Lady for a Day)
- 1933: Mast- und Schotbruch! (Son of a Sailor)
- 1933: Mit dem Tod um die Wette (Straightaway)
- 1934: In goldenen Ketten (Chained)
- 1934: Der Schrecken der Rennbahn (Six-Day Bike Rider)
- 1934: Es geschah in einer Nacht (It Happened one Night)
- 1934: Alles liebt, alles lügt (The Affairs of Cellini)
- 1934: Broadway Bill
- 1935: Der FBI-Agent (‚G’ Men)
- 1935: In blinder Wut (Black Fury)
- 1935: Der Untergang von Pompeji (The Last Days of Pompeii)
- 1935: Das Rätsel von Zimmer 309 (One New York Night)
- 1935: Go Into Your Dance
- 1935: I Found Stella Parrish
- 1937: The Soldier and the Lady
- 1937: Sackgasse (Dead End)
- 1937: Topper – Das blonde Gespenst (Topper)
- 1938: Das Doppelleben des Dr. Clitterhouse (The Amazing Dr. Clitterhouse)
- 1938: Lebenskünstler (You Can’t Take It with You)
- 1938: Die Abenteuer des Marco Polo (The Adventures of Marco Polo)
- 1938: Leoparden küßt man nicht (Bringing Up Baby)
- 1938: Mr. Moto und der Wettbetrug (Mr. Moto’s Gamble)
- 1938: Of Human Hearts
- 1938: Going Places
- 1939: Vom Winde verweht (Gone with the Wind)
- 1939: Zum Verbrecher verurteilt (They Made Me a Criminal)
- 1939: Trommeln am Mohawk (Drums Along the Mohawk)
- 1939: Der junge Mr. Lincoln (Young Mr. Lincoln)
- 1939: Oklahoma Kid (The Oklahoma Kid)
- 1939: Union Pacific
- 1939: Ich war ein Spion der Nazis (Confessions of a Nazi Spy)
- 1939: Herr des wilden Westens (Dodge City)
- 1939: Frankensteins Sohn (Son of Frankenstein)
- 1940: Goldschmuggel nach Virginia (Virginia City)
- 1940: Land der Gottlosen (Santa Fe Trail)
- 1940: Tödlicher Sturm (The Mortal Storm)
- 1940: Früchte des Zorns (The Grapes of Wrath)
- 1940: Der lange Weg nach Cardiff (The Long Voyage Home)
- 1940: Rote Teufel um Kit Carson (Kit Carson)
- 1941: Herzen in Flammen (Manpower)
- 1941: Die Spur des Falken (The Maltese Falcon)
- 1941: Sergeant York
- 1941: Tabakstraße (Tobacco Road)
- 1941: In den Sümpfen (Swamp Water)
- 1941: Verfluchtes Land (The Shepherd of the Hills)
- 1942: 10 Leutnants von West-Point (Ten Gentlemen from West Point)
- 1942: Der freche Kavalier (Gentleman Jim)
- 1942: Hitler – Dead or Alive
- 1943: Kampf in den Wolken (A Guy Named Joe)
- 1943: Hello, Frisco, Hello
- 1944: Fünf Helden (The Sullivans)
- 1944: Zu Hause in Indiana (Home in Indiana)
- 1944: Mit Büchse und Lasso (Tall in the Saddle)
- 1945: Schnellboote vor Bataan (They Were Expendable)
- 1945: Liebe in der Wildnis (Dakota)
- 1946: Faustrecht der Prärie (My Darling Clementine)
- 1946: Ist das Leben nicht schön? (It’s a Wonderful Life)
- 1946: Feuer am Horizont (Canyon Passage)
- 1947: Befehl des Gewissens (The Fugitive)
- 1947: Die Unbesiegten (Unconquered)
- 1948: Bis zum letzten Mann (Fort Apache)
- 1948: Johanna von Orleans (Joan of Arc)
- 1948: Tal der Leidenschaften (Tap Roots)
- 1949: Spuren im Sand (Three Godfathers)
- 1950: Westlich St. Louis (Wagon Master)
- 1950: Den Morgen wirst du nicht erleben (Kiss Tomorrow Goodbye)
- 1950: Lach und wein mit mir (Riding High)
- 1950: Rauchende Pistolen (Singing Guns)
- 1951: Bis zum letzten Atemzug (Only The Valiant)
- 1951: Unternehmen Seeadler (Operation Pacific)
- 1951: In Rache vereint (The Great Missouri Raid)
- 1951: Bullfighter and the Lady (Erzähler)
- 1952: Das Tor zur Hölle (Hellgate)
- 1952: On Dangerous Ground
- 1952: Der Sieger (The Quiet Man)
- 1952: Feuertaufe Invasion (Thunderbirds)
- 1953: Johnny Guitar – Wenn Frauen hassen (Johnny Guitar)
- 1953: Man nennt mich Hondo (Hondo)
- 1954: The Bob Mathias Story
- 1955: Keine Zeit für Heldentum (Mister Roberts)
- 1955: Mit Leib und Seele (The Long Gray Line)
- 1956: Dem Adler gleich (The Wings of Eagles)
- 1956: Von Rache getrieben (The Halliday Brand)
- 1956: Die Todesschlucht von Laramie (Dakota Incident)
- 1956: Der Schwarze Falke (The Searchers)
- 1957–1960: Wagon Train (Fernsehserie, 133 Folgen)
- 1959: Rio Bravo